# Abila in Palaestina
Abila in Palaestina (Abila di Palestina) – stolica historycznej diecezji w Cesarstwie rzymskim (prowincja Palestyna). Współcześnie leży w Jordanii. Miasto znane w starożytności jako Abila i Seleucja. Z Abilą identyfikuje się również miejscowość Rafana. Była jednym z miast Dekapolu. Obecnie stanowisko Quwaylibah.

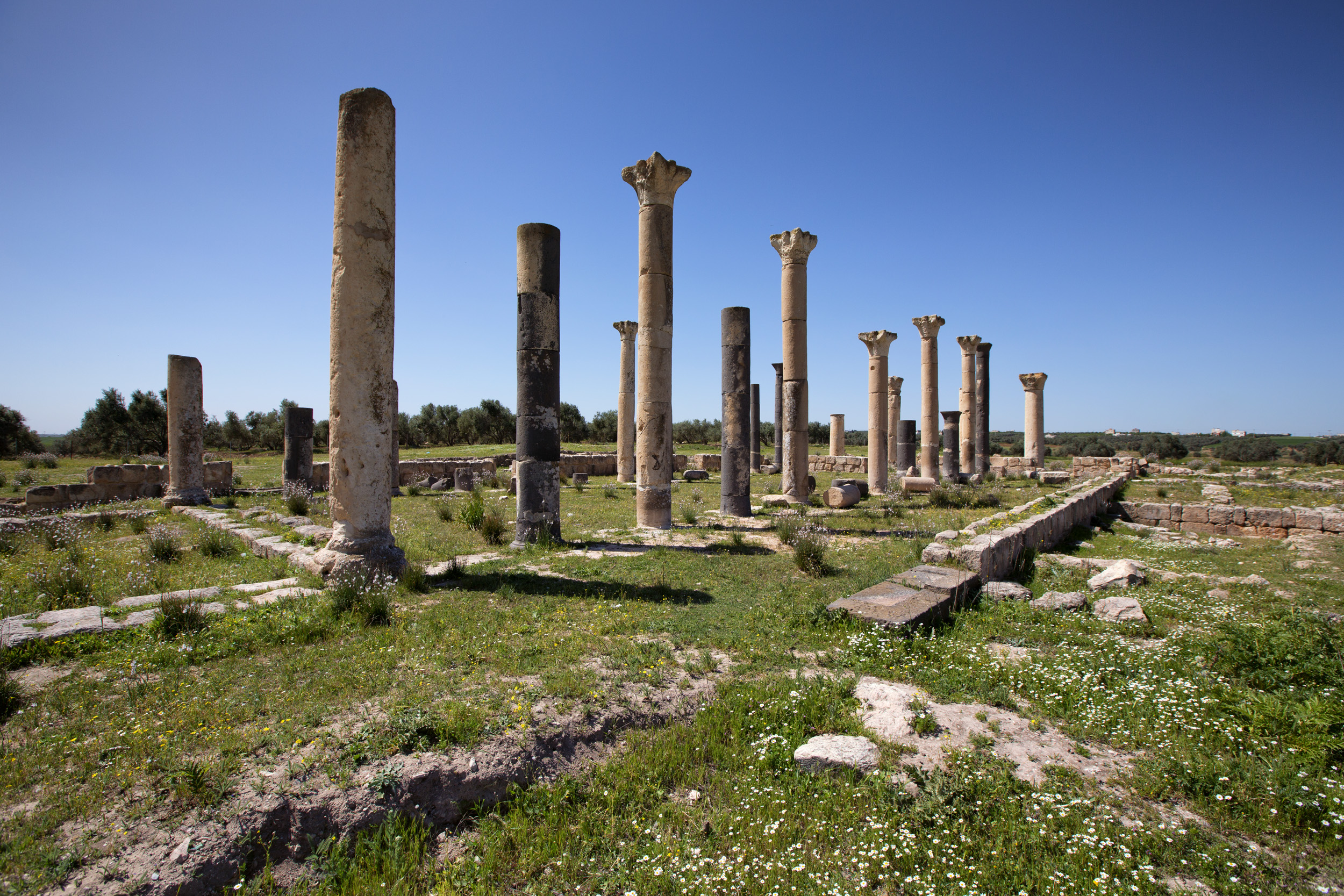
ruiny kościoła z VI wieku na Tell Abila

Jest znanych trzech biskupów tej starożytnej diecezji. Salomon podpisał w 518 r. list synodalny patriarchy Jana III Jerozolimskiego przeciwko Sewerowi z Antiochii. Nikostratus podpisał akty synodu jerozolimskiego z 536 r., zwołanego przez patriarchę Piotra I przeciwko Antymowi z Konstantynopola. Trzecim był Aleksander, który został usunięty z urzędu w 553 r., ponieważ odmówił podpisania decyzji synodu jerozolimskiego (z 553 r.) przeciwko orygenistom. Został zesłany do Konstantynopola, gdzie zginął w 557 roku w trzęsieniu ziemi.
Abila była sufraganią metropolii Scytopolis. Obecnie katolickie biskupstwo tytularne, nieobsadzone od 1977 r.

## Biskupi tytularni
| Lp. | Biskup                                         | Funkcja                                                                      | Od               | Do                |
| --- | ---------------------------------------------- | ---------------------------------------------------------------------------- | ---------------- | ----------------- |
| 1   | Adam Bernclau von Schönreith                   | biskup pomocniczy Ratyzbony                                                  | 22 grudnia 1766  | 24 lipca 1779     |
| 2   | Joseph Guidobald hrabia von Spaur und Valör    | biskup bawarskiego Zakonu Świętego Jerzego oraz biskup na dworze elektorskim | 20 marca 1780    | 26 marca 1793     |
| 3   | Alessandro Scialdone                           | biskup pomocniczy Kapui (Państwo Kościelne)                                  | 21 lipca 1839    | 6 marca 1862      |
| 4   | Alberto Uribe Urdaneta                         | biskup pomocniczy Manizales (Kolumbia)                                       | 19 grudnia 1953  | 18 marca 1957     |
| 5   | Herculanus Joannes Maria van der Burgt OFMCap. | wikariusz apostolski Pontianaku (Indonezja)                                  | 13 lipca 1957    | 3 stycznia 1961   |
| 6   | Caesar Gatimu                                  | biskup pomocniczy Nyeri (Kenia)                                              | 18 kwietnia 1961 | 25 listopada 1964 |
| 7   | Paulos Tzadua                                  | biskup pomocniczy Addis Abeby (Etiopia)                                      | 1 marca 1973     | 24 lutego 1977    |